# Telecom Italia Mobile
TIM (Akronym für Telecom Italia Mobile) ist die Marke für Mobilfunk-, Festnetz- und Breitbanddienste des italienischen Telekommunikationskonzerns TIM S.p.A. (Telecom Italia).
Als Tochterunternehmen wurde sie 2016 mit der Muttergesellschaft verschmolzen, welchen den Namen auch als Marke weiterführt.

## Geschichte
Im Jahr 1995 gliederte die Telecom Italia ihren Mobilfunksparte aus und gegründet für den Betrieb die Telecom Italia Mobile (TIM) als eigenständiges Tochterunternehmen.
Am 27. November 1995 übernahm TIM einen Anteil von 50 Prozent an der staatlichen ENTEL Bolivia. ENTEL sollte für sechs Jahre ein Fernsprechmonopol für Kurz- und Ferngespräche haben. Im Jahre 2001 wurde das Monopol für ENTEL wieder aufgehoben. ENTEL Bolivia wurde am 1. Mai 2008 unter der Regierung von Präsident Evo Morales wieder verstaatlicht.
Am 15. Dezember 1998 verkaufte UGB Participações ihre Beteiligung an die Telecom Italia.
Am 26. März 1999, nach Genehmigung durch die Kartellbehörde (Cade), wurde die brasilianische Bitel von der UGB Participações übernommen und in TIM Brasil umfirmiert. Zusätzliche Lizenzen für den Aufbau der GSM 900- und DCS 1800-Netze wurden am 30. Januar 2001 erworben.
Anfang 2004 wurde Telestet Hellas übernommen und am 8. Februar 2004 in TIM Hellas umbenannt. Aufgrund massiver Finanzprobleme der Telecom Italia musste TIM Hellas aber schon am 4. April 2005 für 1,1 Milliarden Euro an die Finanzinvestoren Apax Partners und die Texas Pacific Group verkauft werden.
TIM Peru war im Jahre 2002 der drittgrößte Mobilfunkanbieter in Peru nach Movistar und BellSouth. Im Jahre 2005 musste die Telecom Italia Mobile ihre Tochter TIM Peru an América Móvil verkaufen, die anschließend in Claro umbenannt wurde.
TIM hat seine Anteile am venezolanischen Mobilfunkanbieter Digitel TIM an Televenco, ein Tochterunternehmen der Cisneros Group verkauft, die es heute als Digitel betreibt. Der Verkauf wurde durch die venezolanische Regulierungsbehörde Conatel genehmigt.
Bis zum Jahr 2004 besaß TIM einen Anteil von 10 % an Avea.

## EXPO 2015
Die TIM war eine der Hauptsponsoren der Weltausstellung Expo 2015 in Mailand und für die Internetversorgung zuständig. TIM deckte das gesamte Areal durch den Einsatz von 50 Sendeanlagen mit LTE, GSM und UMTS ab, zudem installierte TIM in Zusammenarbeit mit Cisco Systems mehr als 1800 WLAN-Zugangspunkte, dieses Netz war für jeden Besucher der Expo frei zugänglich, hatte aber eine Geschwindigkeitsbegrenzung von 5 Mbit/s. Das Backbone-Netz der Expo bildete ein 300 km langes Glasfasernetz sowie 2 Serverzentren. Während der gesamten Expo wurden 1,1 Petabyte an Daten transferiert.